# Пески (Вязниковский район)
Пески — деревня в Вязниковском районе Владимирской области России, входит в состав муниципального образования «Город Вязники».

## География
Деревня расположена в 9 км на юго-восток от райцентра города Вязники.

## История
По писцовым книгам 1637-47 годов сельцо Пески значится за Львом Ждановым Шиповым. Церковь в Песках в первый раз была построена в 1870 году, а приход открыт с 1873 года. К этой теплой церкви в 1877-79 годах приложен главный храм. В 1893-94 годах теплая церковь была разобрана и построена вновь. Средства на украшение и перестройку храма были даны С. И. Сеньковым и О. А. Сеньковой. Престолов в храме три: главный — во имя преподобного Сергия Радонежского, в трапезе теплой в имя святого апостола Иоанна Богослова и в честь Рождества Христова.
В XIX и первой четверти XX века деревня входила в состав Олтушевской волости Вязниковского уезда.
В годы Советской власти до 1998 года село входило в состав Илевниковского сельсовета, центральная усадьба колхоза «Заря».

## Население
| 1859 | 1905 | 1926 | 2002 | 2010 | 2021 |
| ---- | ---- | ---- | ---- | ---- | ---- |
| 479  | ↘261 | ↗285 | ↗498 | ↘487 | ↘339 |

## Современное состояние
В деревне расположены Дом Культуры, Песковская начальная общеобразовательная школа, фельдшерско-акушерский пункт, отделение связи.

## Достопримечательности
В деревне находится Церковь Сергия Радонежского (1893—1894).